# Faccia di spia
Faccia di spia è un film del 1975 diretto da Giuseppe Ferrara.

## Trama
Il film ricostruisce molti eventi politici tra gli anni sessanta e settanta del XX secolo, tra cui: il sequestro e l'omicidio del leader politico marocchino Mehdi Ben Barka, la cattura e l'uccisione di Che Guevara, lo sbarco alla baia dei Porci, la strage di piazza Fontana e la morte dell'anarchico Pinelli, il colpo di Stato in Cile, le dittature sudamericane, l'omicidio Kennedy. 
Il tutto con particolare attenzione al ruolo avuto dalla CIA in questi avvenimenti ed all'ingerenza degli USA nelle politiche di altri Paesi.